# Kenneth Taylor (cầu thủ bóng đá, sinh 2002)
Kenneth Ina Dorothea Taylor (sinh ngày 16 tháng 5 năm 2002) là một cầu thủ bóng đá người Hà Lan hiện thi đấu ở vị trí tiền vệ cho câu lạc bộ Eredivisie Ajax và đội tuyển quốc gia Hà Lan.